# 16444 Godefroy
16444 Godefroy è un asteroide della fascia principale. Scoperto nel 1989, presenta un'orbita caratterizzata da un semiasse maggiore pari a 2,2342708 UA e da un'eccentricità di 0,1876631, inclinata di 5,43237° rispetto all'eclittica.
L'asteroide è dedicato all'astronomo belga Godefroy Wendelin.